# Widdington, North Yorkshire
Widdington var en civil parish från 1866 till 1988 då den blev en del av Nun Monkton, i grevskapet North Yorkshire, i England. Civil parish var belägen 12 km från York och hade 14 invånare år 1971. Byn nämndes i Domedagsboken (Domesday Book) år 1086, och kallades då Widetona/Widetone.